# 다마시마시
다마시마시(玉島市)는 오카야마현에 설치되었던 시이다. 현재의 구라시키시에 해당한다.